# Patita y Mila, estudiantes
Patita y Mila, estudiantes es una novela escrita por Elena Fortún y publicada en 1951. Forma parte de la saga del personaje de Celia creado por esta escritora.

## Historia
La obra fue escrita por Elena Fortún después de su regreso a España desde su exilio en Argentina, a raíz de la Guerra civil española. En mayo de 1950 escribía a una amiga:
Estoy escribiendo hasta una serie de novelitas de amor (¡yo que había dicho que eso no lo haría nunca!) además de la novelita para chicas de doce años [Patita y Mila, estudiantes] que es lo que más me gusta.
El libro fue publicado por primera vez en 1951 por la Editorial Aguilar. 

## Argumento
Patita [Teresina] y Mila [María Fuencisla] Gálvez, hermanas menores de Celia y huérfanas de madre, se encuentran en Barcelona donde acaban de instalarse. Con ellas viven Miss Nelly, institutriz que también lo fue de su hermana Celia cuando esta era niña, y Valeriana, la criada segoviana de edad avanzada que sirve a la familia.
En la ciudad vivirán distintas aventuras tanto con quienes viven con ellas, como con sus amigas y compañeras de estudios.

## Descripción
El libro se compone de 24 capítulos y, en su primera y segunda edición integraba 75 ilustraciones de Jesús Bernal. En la página de título del libro se integra el subtítulo:
(Para niñas de 12 a 15 años)
El libro incluye referencias a la biografía de Elena Fortún como cuando las protagonistas se ven inmersas en una aventura en que juega un papel la catalogación bibliográfica. El libro describe las aventuras de las protagonistas en ambientes barceloneses como Sarriá o la Bonanova, hasta una incursión a un barrio más humilde de la ciudad.

### Individuales
1. ↑  Capdevila Argüelles, Nuria (2005). «Elena Fortún (1885-1952) y "Celia": El "bildungsroman" truncado de una escritora moderna». Lectora: revista de dones i textualitat (11): 263-282. ISSN 1136-5781. Consultado el 18 de septiembre de 2023.
2. ↑  Fraga Fernández-Cuevas, María Jesús (2013). «Entre España y América: Últimas publicaciones de Elena Fortún en la prensa española (1948-1951)». El exilio literario de 1939, 70 años después: actas, 2013, ISBN 978-84-695-9285-4, págs. 265-277 (Universidad de La Rioja): 265-277. ISBN 978-84-695-9285-4. Consultado el 18 de septiembre de 2023.
3. ↑  Melián Pérez, Elvira María (28 de enero de 2018). «Elena Fortún y el grupo de alumnas de biblioteconomía de la Residencia de Señoritas (1930-1936)». Historia y Memoria de la Educación (7): 615. ISSN 2444-0043. doi:10.5944/hme.7.2018.18518. Consultado el 19 de septiembre de 2023.